# 田中裕 (物理学者)
田中 裕(たなか ひろし 1938-)は日本の物理学者、横浜国立大学教授、学位は理学博士。

## 履歴
1950年京都大学理学部物理学科卒、仏パリ11大学に留学しDr. es Sci取得。帰国の後横浜国立大学教授。

## 著作
- 『ハテ・なぜだろうの物理学』J.ウォーカー著 ; 戸田盛和との共訳(培風館 1979.12-1980.7)
- 『時間の物理学 : その非対称性』P. C. W. デイビス著 ; 戸田盛和との共訳(培風館 1979.6)